# Pelabuhanratu
Pelabuhanratu is de hoofdplaats van het subdistrict Pelabuhan Ratu in het bestuurlijke gebied Sukabumi in de provincie West-Java, Indonesië. De plaats telt 32.310 inwoners (volkstelling 2010).